# Dead Island 2
Dead Island 2 es un videojuego de terror y rol de acción de mundo abierto desarrollado por Dambuster Studios y distribuido por Deep Silver. Es una secuela del videojuego Dead Island de 2011 y la tercera entrega importante de la serie Dead Island. Tiene lugar 15 años después de los eventos de Dead Island y Dead Island: Riptide, Dead Island 2 tiene lugar en Los Ángeles infestado de zombis y bajo cuarentena.
Dead Island 2 se lanzó para PlayStation 4, PlayStation 5, Windows, Xbox One y Xbox Series X/S el 21 de abril de 2023. El juego recibió críticas generalmente positivas de los críticos y había vendido 3 millones de unidades en mayo de 2024.

## Gameplay
Al igual que su predecesor, es un videojuego de rol de acción que se juega desde una perspectiva en primera persona. Esto a diferencia de la primera entrega que tiene como escenario a la isla ficticia de Banoi en las costas de Papúa Nueva Guinea, Dead Island 2 toma lugar en un mapa de mundo abierto basado en la ciudad de Los Ángeles y otras ciudades del condado de Los Ángeles como Beverly Hills y Santa Mónica en medio de un apocalipsis zombie, que se conocerá como «HELL-A» (en español: «Los Diablos»). El videojuego es apreciado por sus gráficos y su fidelidad en los detalles permitiendo una verdadera inmersión en Los Ángeles, lugares clave como el muelle de Santa Mónica, Pacific Park, Venice Beach, el hotel Beverly Hills, Hollywood Boulevard y Bel-Air están representados y se pueden visitar en el videojuego.
Al comienzo del juego, los jugadores seleccionan uno de los seis personajes jugables como su avatar de jugador llamado asesino. Cada uno de ellos tiene sus propias habilidades y capacidades únicas. Tienen que elegir entre una de dos habilidades defensivas, ya sea aprender a bloquear ataques hostiles o esquivarlos. El mundo del juego está dividido en 10 zonas diferentes. El jugador puede explorar libremente cada zona, debe viajar entre diferentes zonas a través de las Salidas de Zona. A medida que el jugador avanza en el juego, desbloqueará puntos de viaje rápido, lo que le permitirá viajar a diferentes lugares rápidamente, también puede elegir si el lugar será visitado durante el día o la noche.
Los jugadores pueden coger armas tanto a distancia como cuerpo a cuerpo. Cada arma se puede personalizar aún más con modificaciones, que agregan efectos elementales y ventajas que pueden alterar las estadísticas del jugador. El juego presenta un sistema de desmembramiento generación por procedimientos que puede crear heridas apropiadas para armas en zombies, lo que permite a los jugadores romperles la piel, los huesos y los órganos internos. Las armas se dividen en diferentes rarezas. Además, los jugadores pueden utilizar el entorno a su favor. Por ejemplo, se puede arrojar un arma eléctrica a un charco, electrocutando a todos los enemigos que se encuentren sobre él. Las armas se degradarán gradualmente y eventualmente se romperán, aunque los jugadores pueden repararlas en los bancos de trabajo.

## Desarrollo
Según Sebstian Reichert, Productor Creativo de Deep Silver, Techland, la desarrolladora de Dead Island y Dead Island: Riptide había sido quien empezó el desarrollo de Dead Island 2, hasta que decidieron «ir y hacer algo diferente» con Dying Light.
Después de esto, la distribuidora Deep Silver habría originalmente contratado en 2012 al estudio alemán Yager Development para desarrollar el título. En la conferencia de E3 2014 de Sony, el juego fue anunciado. Una demostración fue presentada a la prensa, descrita como una muestra enfocada en los elementos de combate del juego, que habría sido desarrollada por Yager en 2013.
El 30 de abril de 2015, Yager Development anunció a través de la red social Twitter que Dead Island 2 habría sido atrasado de primavera de 2015 a 2016, sin un periodo definido de lanzamiento. Posteriormente, el 14 de julio de 2015, Deep Silver anunció que terminarían asociación con Yager Productions en el desarrollo del juego. En agosto de 2015, Yager declaró la insolvencia de su equipo que dirigía el desarrollo de Dead Island 2. La separación entre el desarrollador y la distribuidora fue resultado de la diferente visión del videojuego entre la desarrolladora y distribuidora.
El videojuego pasó a las manos de Sumo Digital, con un anuncio en marzo de 2016. Según Klemen Kundratitz, director de Koch Media, Sumo Digital fue elegido por «comprender la marca» y poseer «ideas creativas y una excelente visión» que coincidiera con Deep Silver. Desarrollo sobre el juego fue mayormente silencioso, con Deep Silver reiterando en agosto de 2017 y julio de 2018 que el juego seguía en producción mediante redes sociales. 
En agosto de 2019, THQ Nordic anunció mediante su reporte financial que el desarrollo de Dead Island 2 habría pasado a manos de Dambuster Studios, estudio europeo interno de Deep Silver y desarrolladora de Homefront: The Revolution.  
En mayo de 2020, Embracer Group (dueña de Deep Silver) anunció que no espera lanzamientos de juegos AAA como Saints Row y Dead Island 2 antes de que su año fiscal termine el 31 de marzo de 2021, volviendo a reiterar que Dead Island 2 seguía en desarrollo en manos de Dambuster Studios.
El 6 de junio de 2020, se filtró una versión de Dead Island 2, con una fecha de compilación del 19 de junio de 2015 (un mes antes del término de asociación entre Deep Silver y Yager Productions).
Durante el Gamescom de 2022 el juego fue oficialmente anunciado con la revelación de dos tráileres así como de uno de los seis personajes jugables. El lanzamiento de Dead Island 2 está programado para realizarse el 23 de febrero de 2023.

## Personajes
Ryan es un bailarín exótico de corazón de oro, siempre dispuesto a ayudar a los sobrevivientes en HELL-A. Puede tener un sentido del humor pesimista, pero esto es compensado por su fuerte corazón. Antes del accidente del avión, estaba en una misión para regresar con su pequeño hermano en Fresno, al que había dejado antes de que aparecieran los zombis. Después de que todo se saliera de control en HELL-A, sigue un plan para sobrevivir y volver a su hermano. Eliminar algunos zombis en el camino es una ventaja adicional para él.
Carla es una dura latina que no teme ensuciarse las manos. Como es de los alrededores de LA y su familia está esparcida por todas partes, conoce muy bien la ciudad. Está acostumbrada a enfrentar peligros como una acróbata de motocicleta, realizando maniobras arriesgadas como saltar sobre grietas profundas, hacer volteretas en el aire o pasar a través de aros de fuego. Dado que está acostumbrada a un estilo de vida lleno de adrenalina, el apocalipsis zombi le parece casi sencillo.
Amy es una atleta paralímpica que ama liderar y nunca quiere perder. Su amor por correr la ha mantenido aguda y viva durante el apocalipsis zombi. Cada encuentro con un zombi es un rompecabezas para Amy, y las calles de HELL-A se han convertido en un enorme circuito de obstáculos para ella. Amy quiere demostrar su éxito en lo que mejor hace: correr.
Jacob es un londinense que no teme al cambio y ha abandonado una exitosa carrera como corredor de bolsa para cumplir su sueño de ser un doble de Hollywood. Su capacidad de adaptación es una de sus fortalezas, pero su instinto de autoconservación parece casi inexistente. La naturaleza impresionante de su trabajo lo convierte en un personaje notable.
Bruno es un auténtico Angelino que nació y creció en las calles de LA. Tiene la habilidad de ocultar sus letales habilidades con cuchillos detrás de un impresionante encanto californiano. Además, es lo suficientemente astuto como para haber llevado a cabo robos contra grandes estafadores y spammers antes del apocalipsis zombi. Si buscas un cazador que ama los desafíos y siempre tiene un plan para acabar con los muertos, Bruno es la elección ideal.
Dani es una luchadora obstinada de County Cork, Irlanda, conocida por su lengua afilada y su sentido del humor retorcido. No te dejes engañar por su dulce apariencia rockabilly; le encanta romper las reglas y luchar contra los zombis. Su experiencia previa en roller derby le ayuda a luchar eficazmente contra los zombis.

## Recepción
Dead Island 2 recibió «críticas generalmente favorables» para las versiones de Windows y Xbox Series X/S y «críticas mixtas o promedio» para la versión de PlayStation 5 de los críticos, según el agregador de reseñas Metacritic. El juego fue nominado como «Mejor juego de acción» en The Game Awards 2023.

### Ventas
El juego vendió 1 millón de unidades en 3 días después del lanzamiento. Para mayo de 2023, el juego había vendido más de 2 millones de unidades. En mayo de 2024, había vendido 3 millones de unidades.